# Tao'er He
Tao'er He är ett vattendrag i Kina. Det ligger i den nordöstra delen av landet, 900 km nordost om huvudstaden Peking.